# 宇宙わんぱく隊
宇宙わんぱく隊（The Space Kidettes）は、アメリカ合衆国のテレビアニメ。ハンナ・バーベラ・プロダクション製作。日本では1969年10月12日から1970年1月25日までNHK総合の少年映画劇場で放送された。後に東京12チャンネル（現・テレビ東京）の『マンガのくに』、1978年頃にはTBSの『夕やけロンちゃん』でも再放送された。

## キャラクター
マメヒゲ (Static)
声 - ドン・メシック、不明（日本語吹き替え版）
クロヒゲの子分。クロヒゲには忠実だがどじばかりで、いつもクロヒゲに叱られている。
サイエンス（Scooter）
声 - クリス・アレン、愛川欽也（日本語吹き替え版）
わんぱく隊の隊長。白いヘルメット（赤い線がある）を被った男の子だが、目の部分はヘルメットで見えない。
Snoopy
声 - ルーシー・ブリス、不明（日本語吹き替え版）
オレンジ色のヘルメットを被った白髪の男の子。
Countdown
声 - ドン・メシック、不明（日本語吹き替え版）
緑色のヘルメットを被った男の子。眼鏡をかけている。
ポカスカ（Pupstar）
声 - ドン・メシック
わんぱく隊の犬。
jenny
声 - ジャネット・ワルド、不明（日本語吹き替え版）
わんぱく隊の紅一点。金髪の女の子
クロヒゲ(Captain Skyhook)
声 - ドーズ・バトラー、雨森雅司（日本語吹き替え版）
わんぱく隊の宿敵である宇宙海賊。マメヒゲと共に様々な悪事を企むが、いつもわんぱく隊に懲らしめられる。
- その他の日本語吹き替え声優 - 平井道子（役名不明、主役）

## エピソード
| 話数 | 邦題                       | 原題                             | 日本放送日      |
| ---- | -------------------------- | -------------------------------- | --------------- |
| 1    | モグラーの惑星             | Moleman Menace                   | 1969年 10月12日 |
| 2    | 海賊赤ひげ                 |                                  | 10月19日        |
| 3    | テレビの英雄               |                                  | 10月26日        |
| 4    | ロケット魔女               | Space Witch                      | 11月2日         |
| 5    | 巨人惑星                   | Space Giant                      | 11月9日         |
| 6    | 宇宙くじら                 | Tale of a Whale                  | 11月16日        |
| 7    | インデアン惑星             | Space Indians                    | 11月23日        |
| 8    | どくろ星人                 |                                  | 11月30日        |
| 9    | エックス星の怪獣           | The Laser Breathing Space Dragon | 12月7日         |
| 10   | 恐怖のトンネル             |                                  | 12月14日        |
| 11   | おばけ真珠                 |                                  | 12月14日        |
| 12   | ポラリス星のサンタクロース | The Flight Before Christmas      | 12月21日        |
| 13   | 火星きのこ                 |                                  | 12月21日        |
| 14   | スーパー・ロボット         | Space Heroes                     | 1970年 1月4日   |
| 15   | 大海賊モヒカン             |                                  | 1970年 1月4日   |
| 16   | ボヨヨン星                 |                                  | 1月11日         |
| 17   | 宇宙はげたか               |                                  | 1月11日         |
| 18   | 人魚のジェーン             | The Space Mermaid                | 1月18日         |
| 19   | ゆうれい星                 |                                  | 1月18日         |
| 20   | ジャングル星               |                                  | 1月25日         |

邦題不明のエピソード
- Jet Set Go
- Swamp-Swamped
- Space Carnival
- Beach Brawl
- Dog-napped in Space
- Secret Solar Robot
- King of the Space Pirates
- Planet of Greeps
- Cosmic Condors
- Haunted Planet
- Something Old - Something Gnu

## 番組制作
宇宙わんぱく隊は、アメリカではNBCの30分番組として放送され、ジェネラル・ミルズがスポンサーを務めていた。本作の回は後に10分番組になり、同じくジェネラル・ミルズがスポンサーを務めた「タキシード・ペンギン」や「ゴー・ゴー・インディアン」などといった他の番組と構成されたこともあり、またさらに編集され、後に怪力サムソンのセットとして「The Space Kidettets and Young Samson」というタイトルで再放送されたという。元のマスターは残っておらず、再放送用に編集されたバージョンのみ現存している。
宇宙わんぱく隊と怪力サムソンのオムニバス番組「The Space Kidettets and Young Samson」は、ワーナーアーカイブコレクションからDVDで2011年に米国のみ発売された。